# Liste der Naturdenkmale in Lahnau
Die Liste der Naturdenkmale in Lahnau nennt die auf dem Gebiet der Gemeinde Lahnau gelegenen Naturdenkmale. Sie sind nach dem Hessischen Gesetz über Naturschutz und Landschaftspflege (Hessisches Naturschutzgesetz – HAGBNatSchG) § 12 geschützt und bei der unteren Naturschutzbehörde des Lahn-Dill-Kreises (Abteil Umwelt, Natur und Wasser) eingetragen.
| Bild            | Bezeichnung                 | Ortsteil, Lage                         | Beschreibung                                                                         | Art        | Nr. |
| --------------- | --------------------------- | -------------------------------------- | ------------------------------------------------------------------------------------ | ---------- | --- |
| Fotos hochladen | Kleinblättrige Linde Dorlar | Dorlar 50° 34′ 27,2″ N, 8° 33′ 59,9″ O | Etwa 20 m hohe Winterlinde auf der Lahninsel mit kugelförmiger Krone. Umfang 4,30 m. | Einzelbaum | 20  |